# Локально скінченна група
У математиці, в галузі теорії груп, локально скінченна група — це група, яка певним чином (як індуктивна границя) будується зі скінченних груп. Як і для скінченних груп, для локально скінченних груп вивчаються підгрупи Силова, підгрупи Картера тощо.

## Визначення
Найчастіше використовуються такі визначення:
Локально скінченною групою називають групу, кожна скінченно породжена підгрупа якої є скінченною.
Локально скінченною групою називають групу, в якої кожна скінченна підмножина міститься в скінченній підгрупі.
Ці визначення рівносильні.

## Приклади
- Скінченна група є локально скінченною.
- Пряма сума скінченних груп є локально скінченною[1].
- Квазициклічна група є локально скінченною.
- Гамільтонова група є локально скінченною.
- Періодична лінійна група є локально скінченною[2].
- Розв'язна періодична група є локально скінченною.

## Властивості
Теорема Шмідта: клас локально скінченних груп замкнутий відносно взяття підгруп, фактор-груп і розширень.
Кожна група має єдину максимальну локально скінченну підгрупу.
Будь-яка нескінченна локально скінченна група містить нескінченну абелеву підгрупу.
Якщо локально-скінченна група містить скінченну максимальну p-підгрупу, то всі її максимальні p-підгрупи спряжені, причому, якщо їх кількість скінченна, то вона порівнянна з 1 за модулем p (див. також Теореми Силова).
Якщо кожна зліченна підгрупа локально скінченної групи містить не більш ніж зліченну кількість максимальних p-підгруп, то всі її максимальні p-підгрупи спряжені.